# Bolotjärnarna (Tärna socken, Lappland, 727384-146083)
Bolotjärnarna är en sjö i Storumans kommun i Lappland och ingår i Umeälvens huvudavrinningsområde.